# 津山市城西伝統的建造物群保存地区
津山市城西伝統的建造物群保存地区（つやましじょうさい でんとうてきけんぞうぶつぐんほぞんちく）は、岡山県津山市にある津山城旧城下町西部にある伝統的建造物群保存地区の名称。保存地区内には、江戸時代に城下町として整備された地割がよく残り、商家町や寺町が形成されている。商家町には、江戸時代から昭和中頃にかけて発展した伝統的建造物群が残り、寺町には、江戸時代初期以降からの各時代、各宗派の寺院群が残る。2020年（令和2年）12月23日に重要伝統的建造物群保存地区：種別「寺町・商家町」に選定された。

## 概要

### 地理・歴史
津山市は、岡山県の東北部に位置し、美作地方および津山都市圏の中心都市で、津山藩の城下町から発達した都市である。津山市城西保存地区は、城下町の西部で、県道68号線よりも西側に位置し、出雲往来周囲の上紺屋町、坪井町、宮脇町、西今町、茅町、鉄砲町、西寺町、小田中に及ぶ12ヘクタールの範囲となっている。また、津山城の東側の地区には、津山市城東伝統的建造物群保存地区がある。
慶長8年（1603年）に津山藩・森忠政により津山城の築城が開始され、それに伴い城下町の整備も進められた。城下町は、城を中心として南寄りを東西に通る出雲往来に沿って広がり、武家町は城の周囲に、町人地は出雲往来沿いに、寺町は商家町の外側に形成されている。元禄10年（1697年）に森家が断絶し、元禄11年（1698年）から、松平宣富が越後国高田藩より津山城主として入封し、明治4年（1871年）の廃藩置県まで松平家が城主となる。
保存地区内の城下町は、築城が開始された1600年代初期から段階的に形成され、1700年代初期には現在の町並みが完成していたと考えられている。
1898年（明治31年） 国鉄（現・JR西日本）の中国鉄道（津山～岡山駅間）が開通し、城下町の南西に旧・津山駅（現・津山口駅）が開設され、寺町から駅に抜ける道路が整備されたことで、大量の人や物資が城下町西部を通り、城下町中心部へと移動したため、城西地域が津山の玄関口として繁栄し、江戸時代から昭和にかけての歴史的風致のある町並みが形成されていった。

### 保存地区の町並
保存地区は旧城下町西部にあり、町を東西に横切る出雲往来沿いに形成された町並で、江戸時代に整備された城下町としての地割が良く保持され、商家町や寺町の歴史的風致を良く伝える。商家町は、出雲往来に面し伝統的町家が並ぶ商家町で、寺町は城から見て商家町の外側に作られ、江戸期の様相を伝える伽藍をはじめ、各時代、各宗派の寺院群が建ち並ぶ。

#### 商家町
商家町は出雲往来沿いの短冊状の細長い敷地に、切妻造平入、桟瓦葺、二階建てで、二階に袖壁を設けた主屋など、江戸時代後期から昭和30年代までに建てられた伝統的建造物が多く残る。保存地区の中央辺りを南北に流れる藺田川（いだがわ）から東側の保存地区では、アーケードが設置されていたため、建築物の表構えの改変が多いが、躯体自体は伝統的様式が残る。また藺田川から西側の保存地区の西今町では、出雲往来に面する全ての建築物が、1937年（昭和12年）頃に、道路空間を広げることを目的として、町内一斉に「軒切り」が行われている。これは、近代化における自動車社会への対応で、道路にはみ出した軒を切り１階下屋部分の撤去を行っているが、町全体の統一的な改築により、特徴的な表構えの町並景観を形成し、城西地区の近代の繁栄を物語る改変といえる。近代以降も敷地内での建築物の構成に大きな変化はなく、出雲往来に面し主屋を建て、その背後に座敷や土蔵、醸造施設などの付属棟が建てられている。また比較的間口が大きな場合であっても、間口いっぱいの、長大な主屋が建てられている。明治期までの商家では、厨子（しつ）二階建や中2階建が多く、大正期以降は本2階建が主流となっている。明治以降に建てられた建築物では、旧・土居銀行津山支店（現・作州民芸館）などは、近代の繁栄を窺うことができる。

#### 寺町
若干の改変はあるものの江戸時代の地割が良く残こり、津山城下町の中では最大の寺院が集積する寺町となっており、城下町形成が始まった江戸時代初期から昭和後期までの各時代・各宗派の建築様式が残る。寺院は出雲往来や南北街路に面して境内があり、保存地区内には江戸時代に創建した22ケ寺のうち、江戸時代建立の伽藍がある津山城主・森家の菩提寺・本源寺をはじめ12ケ寺が残こる。特に西寺町の出雲往来沿いには宗派の違う3カ寺が並び、その対面にも寺があり、寺町らしい雰囲気が残る。

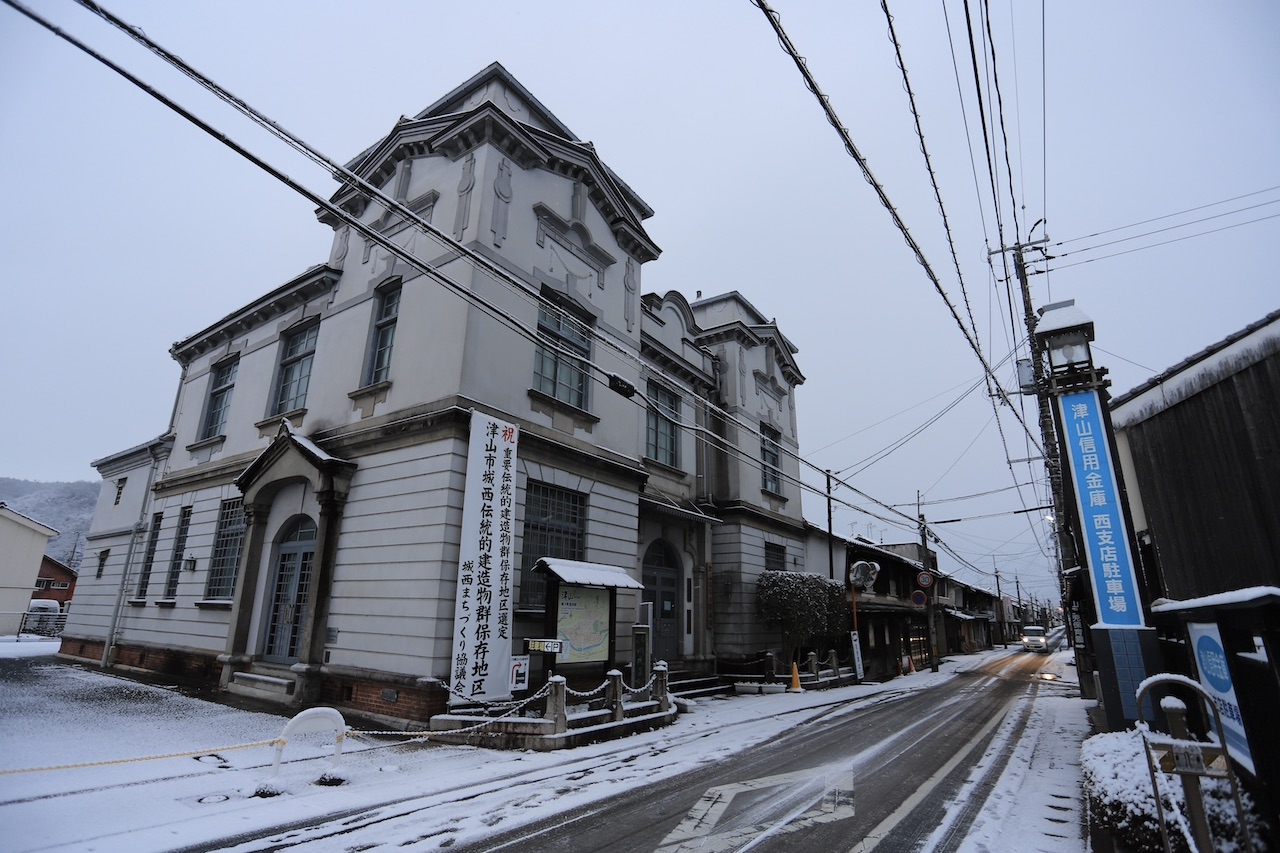
作州民芸館 1909年（明治42年）建築の元・土居銀行
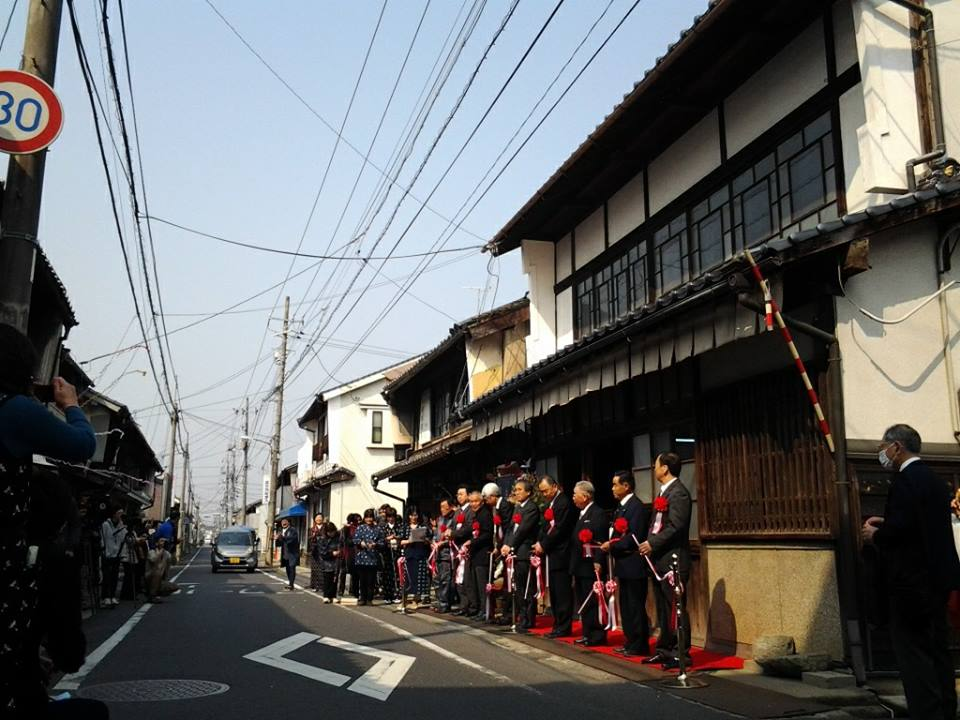
作州絣工芸館
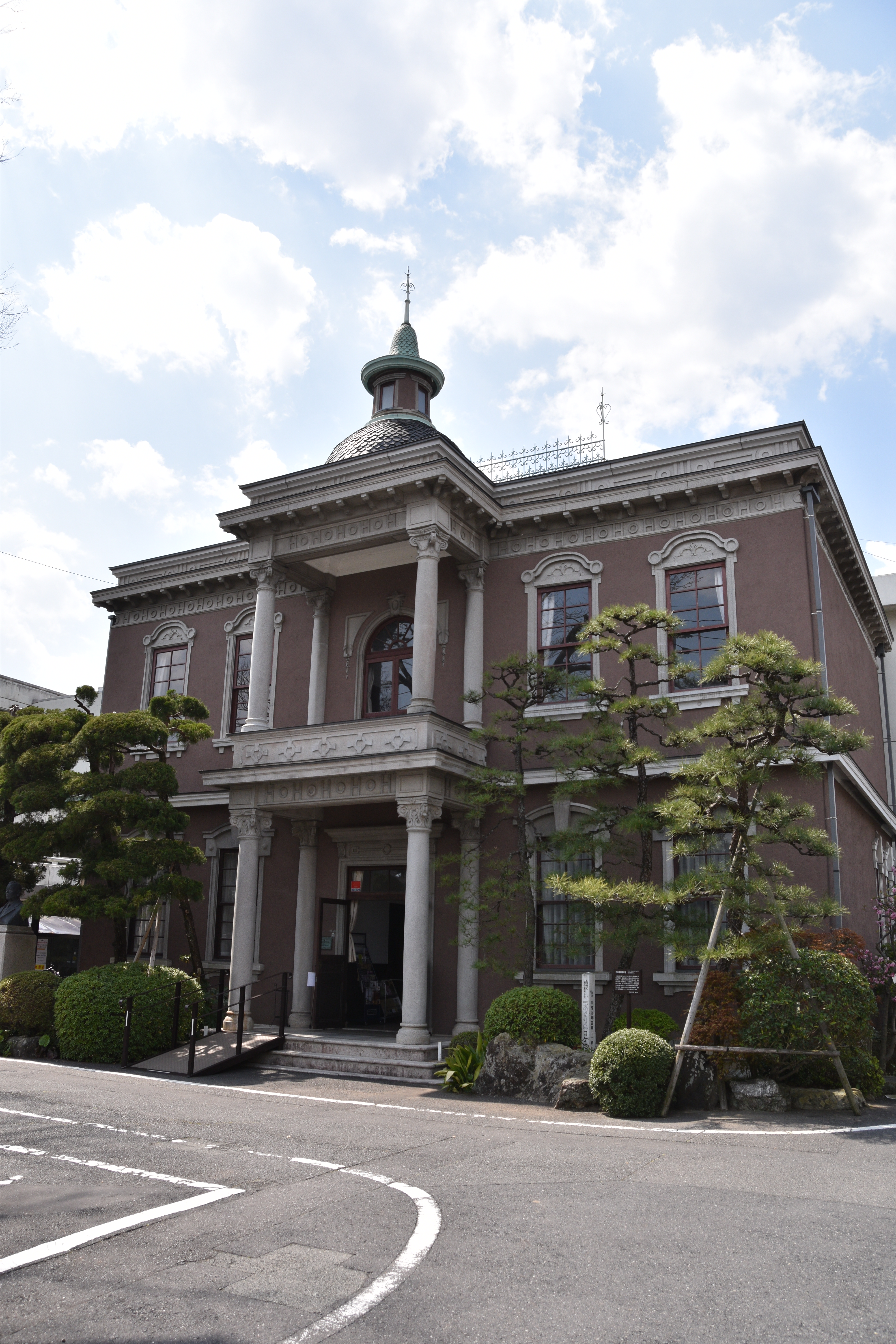
城西浪漫館（中島病院旧本館）
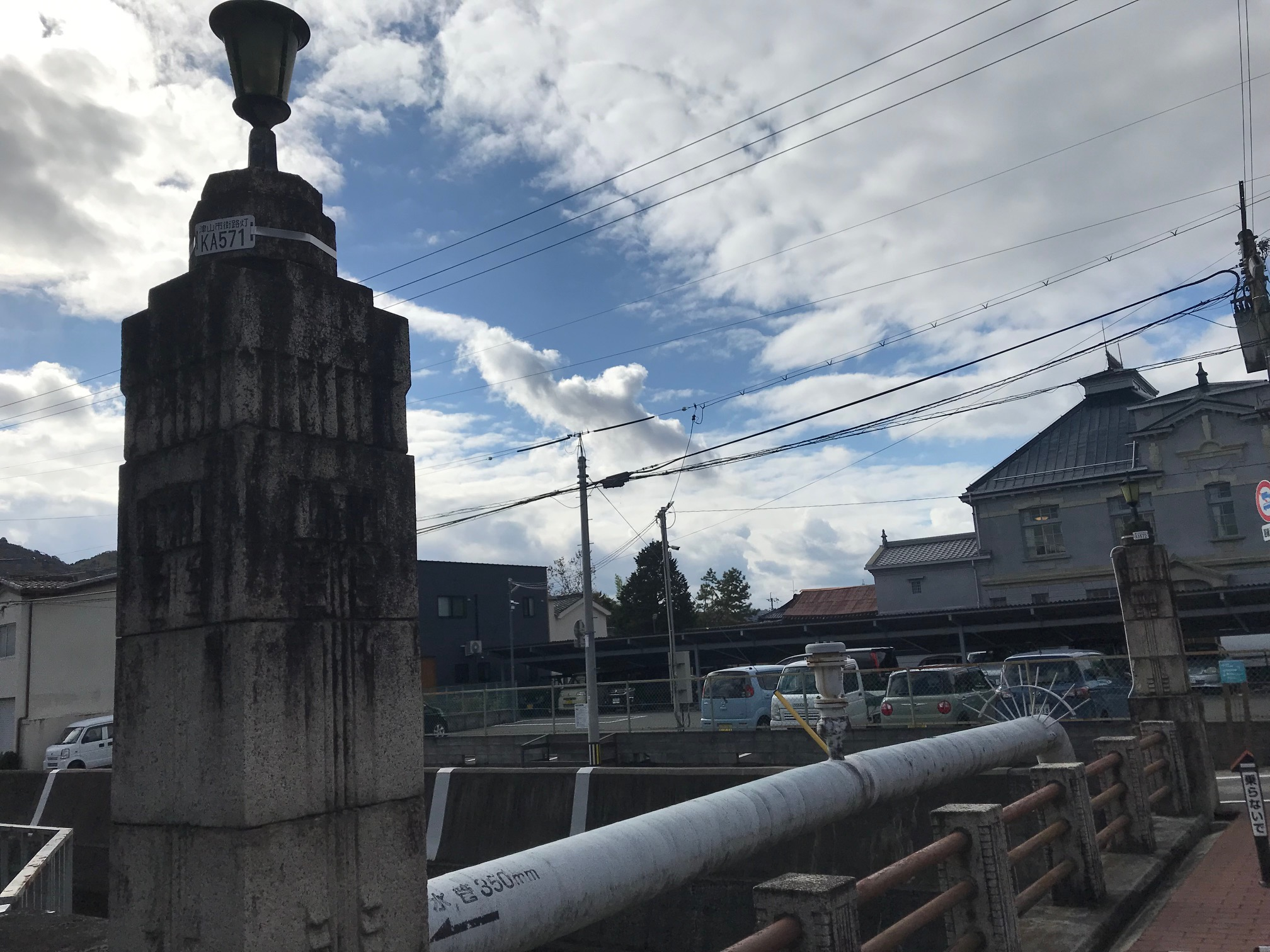
翁橋の欄干

## 伝統的建造物群保存地区概要
- 地区名称：津山市城西伝統的建造物群保存地区
- 所在地：岡山県津山市坪井町、上紺屋町、宮脇町、西今町、西寺町、茅町、鉄砲町、小田中の各一部（範囲についてはオープンストリートマップ参照：こちら）
- 種別：寺町・商家町
- 選定年月日：2020年（令和2年）12月23日
- 選定基準：伝統的建造物群及び地割がよく旧態を保持しているもの
- 保存地区面積：12 ヘクタール
- 伝統的建造物：207件（社寺と町家の合計：令和3年8月31日現在[5]）

## 保存地区内の文化財

### 国の重要文化財
- 本源寺 - 指定年月日：2013年（平成25年）8月7日[8]。

慶長12年（1607年）に現在の境内が整備された臨済宗妙心寺派の寺院。津山城主森家の菩提寺。境内中央に本堂が建ち、東に庫裏が並ぶ。本堂北西に森家の墓所の霊屋表門と霊屋がある。本堂、庫裏、中門、霊屋など、江戸中期までに整備された建物が残こる。
- 中門。

江戸前期。一間薬医門、切妻造、桟瓦葺。
- 本堂  附 棟札 1枚。

慶長12年（1607年）上棟。桁行25.3m、梁間18.9m、一重、入母屋造、南面に唐破風の庇付、南面に東玄関が附属、桟瓦葺。方丈形式の本堂で、六間取を基本として、北西に御座間、位牌壇がある。正面は改築されているが、柱や梁組などの主要構造は当初の様子をよく留めている。
- 庫裡

延宝年間（1673～1681）頃建立。桁行20.0m、梁間12.0m、一重、一部二階、切妻造、妻入、南面に庇付、東北西面に下屋、西面に渡廊下附属、桟瓦葺。
- 霊屋表門。

寛永16年頃建立。四脚平唐門、銅板葺。
- 霊屋。

寛永16年（1639年）建立。桁行三間、梁間三間、宝形造、向拝一間、軒唐破風付、背面位牌壇附属、銅板葺。正面の向拝に精緻な地紋彫を施され、内部も優美に飾られている。

### 国の登録有形文化財
建造物
- 作州民芸館（旧土居銀行津山支店） - 登録年月日：1997年（平成9年）5月7日。

1909年（明治30年）に設立された土居銀行の社屋として明治42年(1909)年に建築。木造2階建、鋼板葺、建築面積：284平方メートル。ルネッサンス様式を基本とし、多様なモチーフが用いられる。木造2階建であるが、ギリシア・ローマ建築風の柱と梁のオーダーが付く、1・2階でデザインを変えた左右対称の石造風の外観である。現在は、資料館の作州民芸館となっている。建設当初とは異なっているが、改変の時期は不明。
- 翁橋 - 登録年月日：1999（平成11年）10月14日。

1926年（大正15年）築。鉄筋コンクリート造、Ｔ型桁橋、橋長9.9 m、幅員9.7 m。旧・出雲街道沿いの藺田川（いだがわ）に架かる小規模な橋。四隅の大型の欄干親柱に、アールデコ風デザインが施されている。江戸時代には、城下町の西の入り口として橋の東詰に大番所があった。橋名は、藺田川が 「翁川」と呼ばれていたことから命名とされる。

### 岡山県指定

#### 重要文化財
建造物
- 徳守神社社殿 3棟 - 指定年月日：1956年（昭和31年）4月1日。

慶長9年(1604年)に城下町の総鎮守として、津山藩主・森忠政が再興。社殿は、寛文4年(1664年)に森長継により再建。
- 本殿

方3間、銅板葺、入母屋造、妻入りで、唐破風向拝1間が付く、中山造。中山神社本殿と同じ装飾が3面に設けられた縁にある。
- 幣殿

幣殿（中殿）は、桁行1 間、梁間5間、銅板葺両下造。
- 拝殿

拝殿 は、桁行5間、梁間3間、中山造。。
- 妙法寺本堂 - 指定年月日：2001年（平成13年）3月23日。

慶長9年（1604年）に津山城築城に際し、 森忠政が、鶴山柳の壇（津山城・三の丸の位置）にあったものを、南新座に移したとされ、しかし、南新座は武家地として造成されることになり、元和３年（1617年）現在地に移転。本堂は、本尊裏墨書や鬼瓦銘から、承応2年（1653年）頃建築と考えられている。慶長18年（1613年）銘の鰐口に 「美作国津山富川村妙法寺」とあり、津山の地名の初見資料で貴重である。
- 泰安寺本堂及び表門 附 寛永二十一年本堂建立棟札、宝暦六年表門修理棟札 各1枚 - 指定年月日：平成25年3月1日。

慶長8（1603）年に森忠正が津山入りする際に旧領地にあった涅槃寺を移転し、元文4年（1739年）に泰安寺に改名した浄土宗寺院。元禄11年（1698）年に松平家が津山入封後に同家の菩提所となる。本堂は、桁行5間（15.9 m）、梁間6間（16.3 m）の入母屋造、本瓦葺き。寛永21年（1644年）建立。表門は、元は北面していたが、天保10年（1839年）頃に現在置に移された。
附の本堂の棟札に「寛永21年7月」、表門修理棟札には「宝暦6年正月」とあり、「明治40年4月」屋根替が追記されている。
- 愛染寺鐘楼門及び仁王堂 - 指定年月日：平成18年3月17日。

愛染寺は明治9年（1876年）に焼失するが、鐘楼門と仁王堂は焼失から逃れた。棟札の写しに正保元年（1644年）とある。鐘楼門は梁間2間（2.9 ｍ）、桁行1間（3.8 ｍ）の一間一戸楼門。入母屋造、檜皮葺で、両袖に、方1間の仁王堂が付属する珍しい形態をとる。仁王堂は、単層唐破風造、檜皮葺。仁王像の胎内墨書に、万治元年(1658年)とある。2001年 - 2003年に全面解体修理が行われている。

#### 史跡
- 津山藩主松平家菩提所泰安寺 - 指定年月日：平成24年3月9日[21]。

津山藩主・松平家の菩提寺。元禄11年（1698年）松平宣富の津山へ入封し、松平家の菩提所となる。本堂は、寛永21年（1644年）建立。霊屋は、天保13年（1842年）建築。表門は、江戸時代前期建築。初代藩主・宣富・七代藩主・斉孝の墓塔などが残る。

## アクセス
- JR西日本・津山駅から徒歩約15分程度で保存地区東端

## 周辺施設
保存地区内
- 本源寺 - 津山藩初代藩主・森家菩提寺
- 妙法寺
- 本行寺
- 妙勝寺
- 徳守神社
- 泰安寺（外部リンク参照） - 津山藩藩主・松平家菩提所

保存地区外
- 津山市城東 - 津山城の東側にある城下町で、重要伝統的建造物群保存地区に選定されている。
- 津山城